# Eusarsiella capillaris
Eusarsiella capillaris är en kräftdjursart som först beskrevs av Louis S. Kornicker 1958.  Eusarsiella capillaris ingår i släktet Eusarsiella och familjen Sarsiellidae. Inga underarter finns listade i Catalogue of Life.